# Sotarō Yasunaga
Sotarō Yasunaga (jap. 安永 聡太郎 Yasunaga Sotarō; ur. 20 kwietnia 1976) – japoński piłkarz.

## Kariera klubowa
Od 1995 do 2005 roku występował w klubach Yokohama F. Marinos, UE Lleida, Shimizu S-Pulse, Racing de Ferrol i Kashiwa Reysol.

## Kariera reprezentacyjna
W 1995 roku Sotarō Yasunaga zagrał na Mistrzostwach Świata U-20.